# Ітакотіара (мікрорегіон)

Ітакоатіара на карті штату Амазонас

Ітакоатіара (порт. Região Metropolitana da Microrregião de Itacoatiara) — мікрорегіон в Бразилії. Входить в штат Амазонас. Складова частина мезорегіону Центр штату Амазонас. Населення становить 152 027 чоловік на 2010 рік. Займає площу 25 387.168 км². Густота населення — 5.99 чол./км².

## Демографія
Згідно з даними, зібраними в ході перепису 2010 р. Національним інститутом географії і статистики (IBGE), населення мікрорегіону становить:
| Повне населення                               | Повне населення                               | Повне населення                               | Повне населення                               | 152 027 |
| --------------------------------------------- | --------------------------------------------- | --------------------------------------------- | --------------------------------------------- | ------- |
| в тому числі:                                 | Міське населення                              | 92 711                                        | Відсоток міського населення, %                | 60,98   |
|                                               | Сільське населення                            | 59 316                                        | Відсоток сільського населення, %              | 39,02   |
|                                               | Чоловіче населення                            | 78 500                                        | Відсоток чоловічого населення, %              | 51,64   |
|                                               | Жіноче населення                              | 73 527                                        | Відсоток жіночого населення, %                | 48,36   |
| Густота населення, чол/км²                    | Густота населення, чол/км²                    | Густота населення, чол/км²                    | Густота населення, чол/км²                    | 5,99    |
| Населення мікрорегіону в % до населення штату | Населення мікрорегіону в % до населення штату | Населення мікрорегіону в % до населення штату | Населення мікрорегіону в % до населення штату | 4,36    |

## Склад мікрорегіону
До складу мікрорегіону входять наступні муніципалітети:
1. Ітакуатіара
2. Ітапіранга
3. Нова-Олінда-ду-Норті
4. Сілвіс
5. Урукурітуба

| Бразилія | Це незавершена стаття з географії Бразилії. Ви можете допомогти проєкту, виправивши або дописавши її. |